# Christoph Wundrak
Christoph Wundrak (* 26. Juli 1958 in Judenburg) ist ein österreichischer Jazzmusiker (Trompete, Flügelhorn, Euphonium, Tuba) und Komponist.

## Leben und Wundrak
Wundrak verbrachte seine Kindheit und Jugend in der Stadt Salzburg, wo er Musikunterricht auf der Blockflöte und Gitarre sowie Trompete erhielt und es zu ersten Auftritten kam. Zwischen 1975 und 1982 während seines klassischen Trompetenstudiums am Mozarteum (und eines begonnenen Biologiestudiums) betätigte er sich als Amateurmusiker. Von 1982 bis 1990 studierte er Jazz an der Hochschule für Musik und darstellende Kunst Graz. Während des Studiums gehörte er zu den Combos von Hans Rettenbacher und Berndt Luef und gründete eigene Bands, etwa mit Allan Praskin. 
1990 entstand Wundraks Trio Smart Metal Hornets, das über lange Zeit mit den Saxophonisten Klemens Pliem und Joe Harpf tätig war und bisher fünf Alben vorlegte. International trat er auch mit dem Literamur-Trio auf und mit Luefs Jazztett Forum Graz, dem Kabarettisten Leo Lukas, Irene S., Mo Better Blues & the Hornets, den Blauen Engeln und dem Klezmer-Ensemble Budowitz. 2006 veröffentlichte Extraplatte das Album Fusionierter Zwiefacher als drittes Album der Smart Metal Hornets (mit Wolfram Dix). Im selben Jahr war er Gründungsmitglied der Dialektbluesband Charlie & Die Kaischlabuam, in der er bis heute tätig ist. Seit 2009 kam es weiterhin zur Zusammenarbeit mit dem steirischen Trompeter und Komponisten Alfred Lang (LaWuZwio, GLOW, Blechstromtrio), mit Dieter Glawischnig, mit Stefan Redtenbacher und mit dem Literaten Reinhard P. Gruber. Seit 2012 gehörte er zum Styrian Improvisers Orchestra. Mit Werner Puntigam, Emil Gross und Ayako Kanda tritt er im Improvisationsensemble Blastik auf.
Theatermusiken schrieb Wundrak für das Tiroler Landestheater Innsbruck und das Pickup-Theater Graz. Er komponierte auch für Sinfonieorchester. Seit 2003 unterrichtet er bei den Grazer Musikkursen Innovativ Vokal Instrumental.

## Lexikalischer Eintrag
- Webpräsenz mit Werkeverzeichnis
- Christian Fastl: Wundrak, Christoph. In: Oesterreichisches Musiklexikon. Online-Ausgabe, Wien 2002 ff., ISBN 3-7001-3077-5; Druckausgabe: Band 5, Verlag der Österreichischen Akademie der Wissenschaften, Wien 2006, ISBN 3-7001-3067-8.
- Eintrag (Musicaustria)
- Christoph Wundrak bei Discogs

| Personendaten    | Personendaten                                                                      |
| ---------------- | ---------------------------------------------------------------------------------- |
| NAME             | Wundrak, Christoph                                                                 |
| KURZBESCHREIBUNG | österreichischer Jazzmusiker (Trompete, Flügelhorn, Euphonium, Tuba) und Komponist |
| GEBURTSDATUM     | 26. Juli 1958                                                                      |
| GEBURTSORT       | Judenburg                                                                          |